# Bisbat de Piacenza-Bobbio
El bisbat de Piacenza-Bobbio (italià: diocesi di Piacenza-Bobbio; llatí: Dioecesis Placentina-Bobiensis) és una seu de l'Església catòlica, sufragània de l'arquebisbat de Mòdena-Nonantola, que pertany a la regió eclesiàstica Emília-Romanya. El 2013 tenia 321.400 batejats d'un total 335.340 habitants. Actualment està regida pel bisbe Gianni Ambrosio.

## Territori

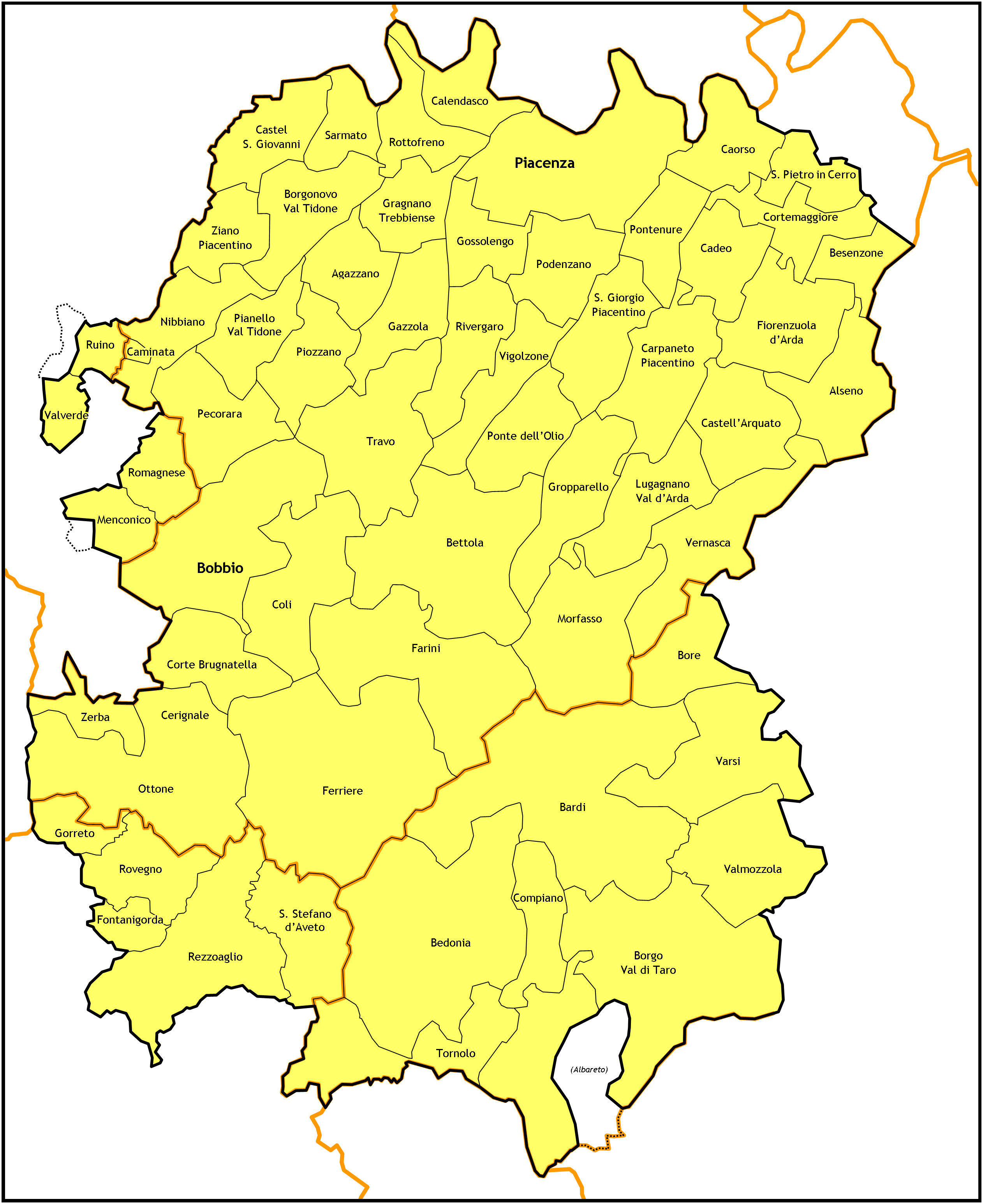
Mapa de la diòcesi

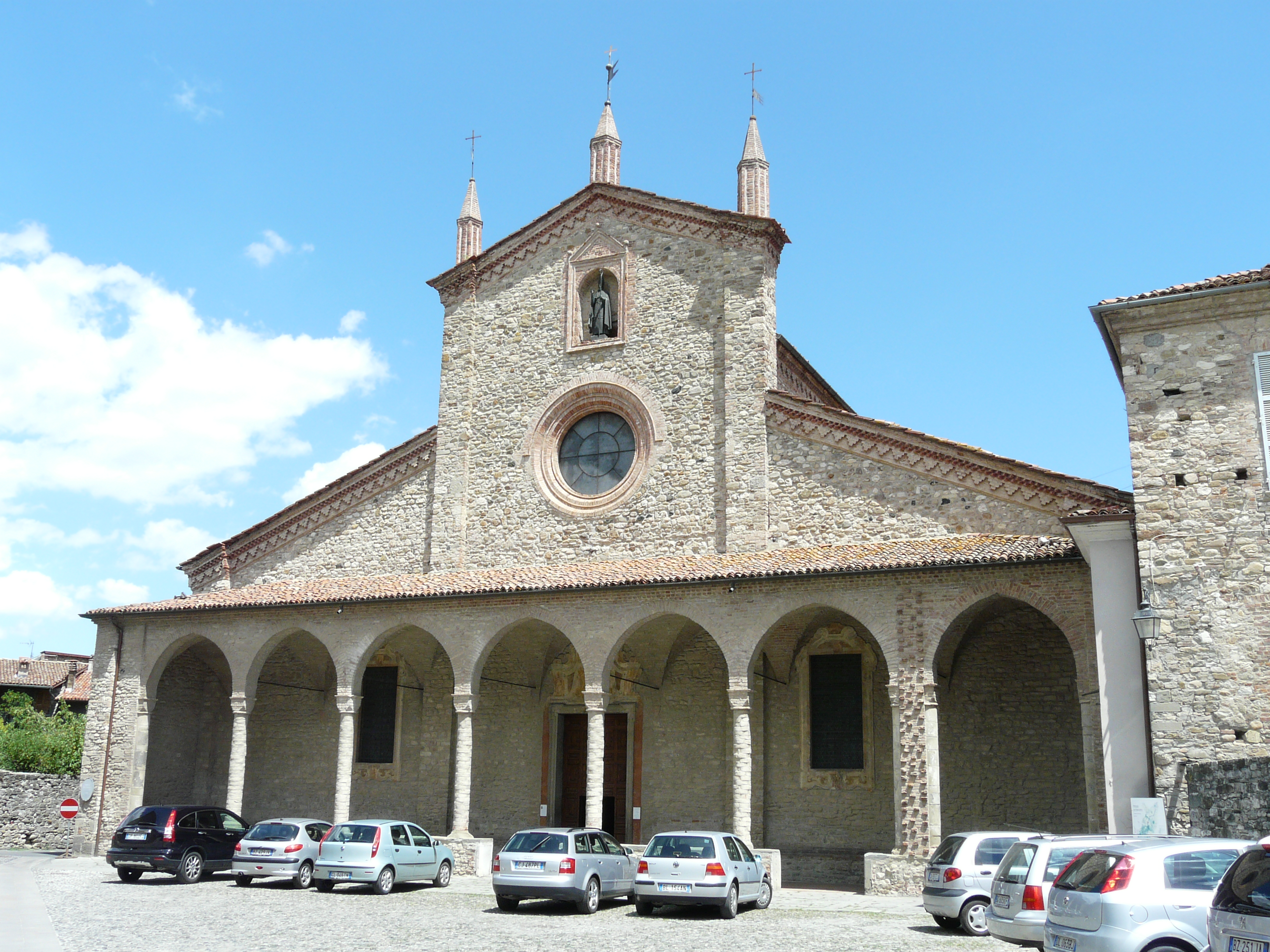
L'abadia de Sant Columbà a Bobbio

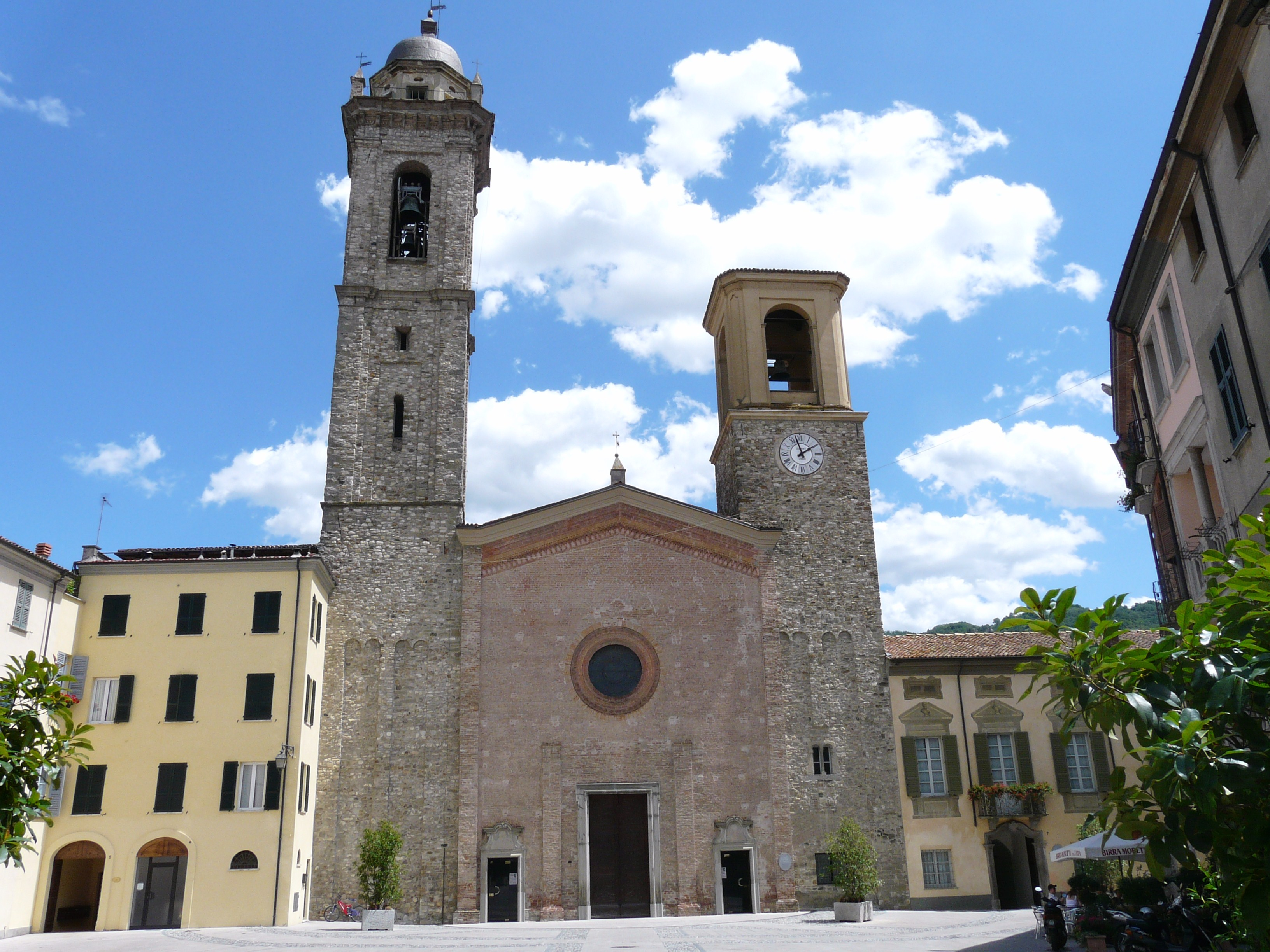
La cocatedral dell'Assunta a Bobbio

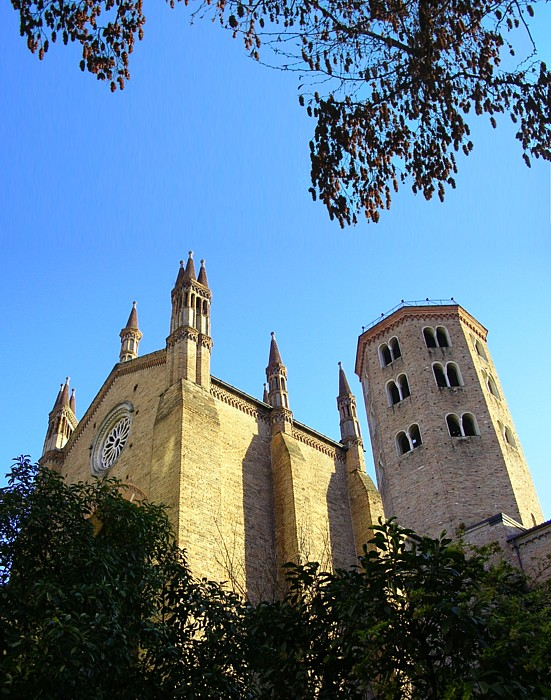
Església de Sant Antoni, Piacenza

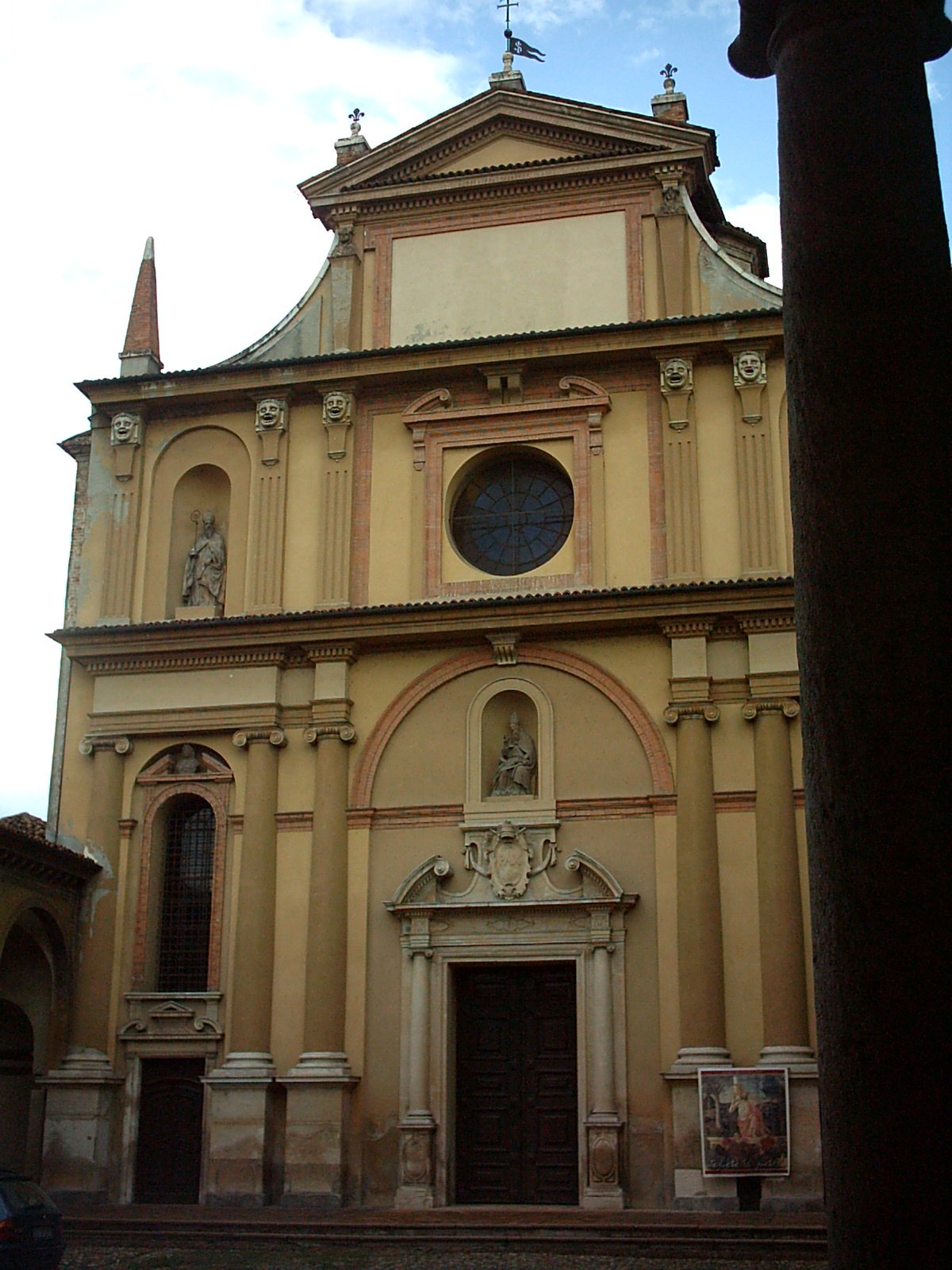
Església de San Sixt, Piacenza

La diòcesi comprèn bona part de la província de Piacenza i algunes parròquies de les províncies de Parma i de Pavia i de la ciutat metropolitana de Gènova.
La seu episcopal és la ciutat de Piacenza, on es troba la catedral de Santa Giustina e Santa Maria Assunta. A Bobbio hi ha la cocatedral de Santa Maria Assunta.
El territori s'estén sobre 3.670 km² i està dividit en set vicariats, articulats en 39 unitats pastorals, que reuneixen les seves 422 parròquies.

### Vicariats
Els vicariats, presidits per un vicari episcopal territorial, són:
1. Vicariat de Piacenza i Gossolengo: amb 8 unitats pastorals
2. Vicariat de la val d'Arda: amb 9 unitats pastorals
3. Vicariat de val Nure: amb 6 unitats pastorals
4. Vicariat de baixa i mitja val Trebbia i val Luretta: amb 5 unitats pastorals
5. Vicariat de la val Tidone: amb 4 unitats pastorals
6. Vicariat de Bobbio, alta val Trebbia, Aveto i Oltre Penice: amb 3 unitats pastorals
7. Vicariat de val Taro i val Ceno: amb 3 unitats pastorals

Les unitats pastorals (en total 39) són presidides per un moderatore.

## Història
La Diòcesi de Piacenza va ser erigida al segle iv i el 16 de setembre de 1989 es van agregar els territoris de la Diòcesi de Bobbio, creada el febrer de 1014, que des del 30 de setembre de 1986 es va unir a l'arxidiòcesi de Gènova.
El territori va ser modificat el 14 de gener de 2003, quan Salsomaggiore passà a la diòcesi de Fidenza; després de vuit petites parròquies van ser transferides a la diòcesi de Parma, a canvi de les parròquies de Mercore i Bersano.

### Diòcesi de Bobbio
L'origen de la seu de Bobbio es remunta a la creació d'un monestir pel sant irlandès, Columbà, en la tardor de 614.
L'11 de juny de 628 per a les instàncies de l'abat sant Bertulfo, que va anar en peregrinació a Roma, el Papa Honori I, amb la butlla Si semper sunt, va declarar l'Abadia de Sant Columbà de Bobbio immediatament subjecta a la Santa Seu (nullius dioecesis) i lliure de qualsevol jurisdicció episcopal. En època de sant Bobuleno, el Papa Teodor I confirmà amb declaracions més precises la independència del monestir i la seva dependència de qualsevol jurisdicció episcopal. A continuació l'abadia, a partir del període longobard al període de sobirania carolingia, va rebre nombroses donacions territorials amb la creació simultània del feu monàstic de Bobbio que van créixer fins a mitjan segle x.
Passada la meitat del segle x el monestir i el seu feu van començar a decaure. La protecció imperial i la pontifícia van començar a desaparèixer, mentre que l'assignació del càrrec d'abat a persones que en realitat no va exercir, considerant-lo només una font d'ingressos, va portar problemes administratius. Una recuperació va arribar quan es va convertir en abat Gerbert d'Aurillac, el futur papa Silvestre II, nomenat en 982 per Otó II. Gerbert va estar a Bobbio pocs mesos, tornant a Reims després de la mort de l'emperador però romanent abat fins al 999 quan va ser nomenat Papa.
El seu episcopal de Bobbio va néixer el febrer de 1014, per l'obra de l'emperador Enric II i el Papa Benet VIII, el primer bisbe va ser l'abat Pietroaldo (999 - 1017), designat prèviament per Silvestre II com el seu successor. Va ser el responsable de la transformació en seu episcopal, per protegir-se dels intents d'invasió de bisbes veïns de Piacenza i la Tortona. El projecte va ser establert en desembre 1013 amb la reunió oficial a Pavia entre Enric II i l'abat del monestir de Bobbio Pietroaldo per intentar posar una fi permanent al conflicte ocorregut entre el monestir i les diòcesis veïnes amb diverses usurpacions del patrimoni monàstic. Amb l'elevació del monestir a bisbat s'eliminà qualsevol pretext per interferències. El 14 febrer de 1014 Enric II es trobà a Roma per a la coronació solemne amb la seva dona Cunegunda, i després dona el projecte, elevant a Bobbio a Ciutat i seu episcopal.
L'abat-bisbe Pietroaldo assumí llavors els dos títols abacial i episcopal, que apareixen en un document datat el 7 d'abril de 1017 en el qual Pietroaldo s'anomena abat i bisbe: [domn]us Petroaldis abbas et episcopus monasterio sancti Columbani sito Bobio.
La unió de les dues seus i territoris pertanyents es va dividir després de la mort de Pietroaldo, encara que més tard encara alguns abats van ser elegits bisbes; no obstant això, la transferència de la dignitat episcopal a l'abat va ser superat en poc temps. A partir de la tercera dècada i fins al final del segle xi bisbes que van succeir ja no coincideixen amb els abats del monestir, mentre que a final de la tercera i fins al començament de la cinquena dècada del segle xii la dignitat episcopal i l'abadia van ser novament presa per última vegada per la mateixa persona, l'abat Simone.
El territori de la diòcesi de Bobbio es deriva, en part, augmentant les propietats del monestir que van romandre independents a l'àrea dels Apenins on avui estan les àrees regionals d'Emília-Romanya, Ligúria, Llombardia i Piemont; i en part pel retorn parcial dels territoris de la diòcesi de Tortona (Oltrepò) a la diòcesi de Piacenza.
En 1017, el bisbe i abat Attone van decidir traslladar-se a l'antiga basílica de Sant Pere (on avui s'aixeca el castell de Malaspina), seu de l'antic monestir de sant Columbà, fent construir, però més tard abandonats per l'abat Agilulfo al segle ix, de la nova abadia. Va nomenar com a abat Bosone, que separà el bisbat de l'abadia. Posteriorment, el prestigi del bisbe de Bobbio es va incrementar gràcies a importants donacions que expandiren la diòcesi a través de la vall Trebbia cap a Gènova, a la Val Tidone, a la vall Staffora de l'afluent i l'Encantada de Pavia, i en Val Nure, a Val d'Avet, vall Sturla, la vall del Sopo i Val di Taro i Val Fontanabuona en Lunigiana. La circumscripció episcopal territorial, així doncs era molt gran i irregular, amb una xarxa d'esglésies disperses en una vasta zona geogràfica, però estreta entre les diòcesis de Tortona, Piacenza i Gènova, i que només al voltant de Bobbio i de la vall de Trebbia era compacta.
Sigifredo va ser en 1028 el primer bisbe compte de Bobbio per concessió de l'emperador Conrad II amb el diploma de 23 de desembre de 1027, amb el qual l'emperador va determinar les propietats de la diòcesi.
Luizo (o Luizone) (1046-1058), bisbe i abat del monestir, van intervenir en 1046 a un sínode a Pavia. Va fer una donació de certs actius als seus canonges. Opizo (o Opizone) (1059-1068), bisbe i abat del monestir, que van assistir al sínode romà d'abril 1059.
En 1075, però, el bisbe-abat comte Guarnerio (1073 - 1095) va traslladar la seu de la diòcesi a la nova catedral a Bobbio i va construir la primera església del Santuari de la Mare de Déu de Penice; en 1081 va trair el papa Gregori VII per l'emperador Enric IV, sent excomunicat. Va ser nomenat com el seu successor el bisbe Hugo, que podria conformar-se només després de la fugida de Guarnerio en 1095. Atès que aquest esdeveniment va començar el declivi de la diòcesi i de Bobbio. Els successors immediats de Guarnerio acabaren de mantenir viu el poder comptal, però al voltant de 1125 es tornà a la fórmula bisbe-abat, amb l'elecció del bisbe Simone Malvicino.
El bisbe Ugo (o Ugone) és una persona gairebé desconeguda: només li queda rastre a la sèrie cronològica de bisbes posada en marxa al final del sínode de 1729 pel bisbe Cornaccioli. Bisbe Alberto I modificà l'altar de la catedral, girant cap a l'absis i posant al centre en una gran creu, dona una làmpada i disposà perquè cremés contínuament davant el crucifix. També va fer donacions al monestir.
A l'època de Simone Malvicino la seu de Bobbio es va convertir en sufragània de la neoerecta seu metropolitana de Gènova (1133). Segons Savio la primera menció d'aquesta subordinació es troba en una butlla del papa Alexandre III del 19 d'abril de 1161. De tant en tant van sorgir disputes entre el bisbe i els monjos, per tant, en 1199, el Papa Innocenci III va emetre dues butlles en les quals restituïa a l'abadia els poders espirituals i temporals, però, al mateix temps que s'autoritzava al bisbe per deposar un abat si aquests no havien obeït.
En 1152 els gibel·lins van ser capaços d'apoderar-se del palau episcopal i el bisbe Oberto Malvicino va ser assassinat, fet que provocà la intervenció de l'emperador Frederic Barba-roja, que va nomenar administrador apostòlic temporalment el bisbe Guglielmo da Oneto. No obstant això, en 1173, Piacenza va conquerir Bobbio que va entrar a la Lliga Llombarda; amb la recuperació de la ciutat l'abat i el bisbe titular Oglero Malvicino recuperà tot el càrrec.
En 1184 va ser nomenat bisbe sant Alberto Avogadro: va governar la diòcesi un sol any i després va ser traslladat primer a Vercelli i més tard es va convertir en patriarca de Jerusalem, on va ser assassinat el 14 de setembre de 1214.
El bisbe Oberto Rocca, havent tingut ferotges disputes amb els monjos, respectà l'arbitratge del Papa Innocenci III que va posar fi a la discòrdia en 1218. Més tard va haver d'afrontar el descontentament popular sobre la seva administració temporal, tant és així que en 1230 va tornar a la ciutat de Piacenza tot poder temporal durant cinquanta anys, a canvi d'una pensió anual.
Sota el bisbe Alberto de Andito va començar a Bobbio la construcció de l'església i del monestir de Sant Francesc, en el terreny donat als mateixos monjos va arribar a la ciutat per resoldre un dels conflictes habituals entre abat i bisbe. En 1273 va abdicar sota el papa Gregori X. En el moment del bisbe Giovanni Gobbi lloc es va iniciar la construcció del convent de Santa Clara. El bisbe dominic Giordano Montecucco va reformar el monestir i va expulsar l'abat Alberto. Sota el bisbe Alessio Seregno es va construir l'església de Sant Llorenç i es va constituir la confraria del mateix nom. El bisbe Marcià Buccarini va reconstruir el palau episcopal devastat pel foc i el 30 de setembre de 1448 es va portar a terme la butlla del papa Nicolau V, que va suprimir l'ordre colombanià i li va donar al monestir a la Congregació Benedictina de Santa Justina de Pàdua. També en 1458 es va imposar la clausura a les monges de Santa Clara.
El 1565 el cardenal Francesco Abundio Castiglioni va celebrar el primer sínode diocesà, el primer d'una llarga sèrie que va continuar fins al bisbe Antonio María Gianelli. El bisbe Camillo Aulari va decidir la fundació del seminari i destinà també, els Ermitans de Sant Agustí des Montebruno a l'església de Sant Nicolau (1604). Sota el bisbe Marco Antonio Bellini tingué lloc la restauració de l'església de Sant Llorenç i es va produir les manifestacions miraculoses de la Verge del Socors. La construcció de l'ermita de Nostra Senyora del Socors va començar amb el successor Francesco Maria Abbiati, que restaurà el palau del bisbe i el santuari de Penice. El bisbe Alessandro Porro va acabar la restauració de la seu episcopal, la construcció del santuari d'Ajuda i lliurà al seminari de l'església de Sant Nicolau; el successor Bartolomeo Capra va construir la nova seu del seminari. El bisbe Ildefonso Manara va fer pintar els frescos de la catedral per Francesco Porro i el palau del bisbe. El bisbe Carlo Cornaccioli va acabar les obres de la catedral i va instituir l'arxiu-biblioteca episcopal; que va ser responsable en 172 d'una cronologia dels prelats Bobbio fent decorar el saló principal de l'episcopi amb els retrats de tots els bisbes pel mateix Porro; la sèrie serà llavors redefinida pels successors. El bisbe Gaspar Lancellotto Birago va ser l'únic bisbe que va ser enterrat al santuari de Nostra Senyora de l'Ajuda de la qual era molt devot. El bisbe Ludovico Terin Bonesio començà la construcció del nou hospital episcopal al davant del santuari.
Entre el segle xiv i el segle xvii, el patrimoni fondatari de la mesa episcopal de Bobbio eren cinc esglésies parroquials i vint esglésies, i el territori de la diòcesi tenia cinc arxiprestats, vint rectories i dos edificis annexos .
En època napoleònica, la diòcesi va ser suprimida entre 1803 i 1817, juntament amb tots els monestirs i convents, entre ells el de San Colombano; en aquest període el territori de Bobbio va ser annexat primer a la diòcesi d'Alessandria i després del 23 de gener de 1805 al de Casale Monferrato. En 1817 el Rei de Sardenya Víctor Manuel I va suggerir al Papa Pius VII la restauració de la diòcesi de Bobbio. La diòcesi va ser erigida novament el 17 de juliol de 1817 sota el títol de La nostra Senyora de l'Assumpció i de Sant Pere, i el 23 de novembre, el vicari apostòlic Francesco Carnevale va llegir a la catedral de Bobbio les cartes apostòliques de la nova erecció; al maig de 1818 va ser nomenat bisbe Isaia Volpi.
El territori en 1818 hi havia 44 parròquies, mentre que 14 parròquies entre Oltrepò i Val Tidone com Zavattarello, Val de Niça i Oramala, que des de sempre havien format part de Bobbio, van passar a la diòcesi de Tortona.
El bisbe Pasquale Morganti el 9 de juliol de 1903 es fundà el setmanari catòlic diocesà "La Trebbia".
Des de 1838 a 1846 va ser bisbe de Bobbio sant Antonio Maria Gianelli, segon patró de la ciutat i fundador de l'orde de les Filles de Nostra Senyora de l'Hort, conegudes com a monges gianellines, que va col·locar a l'església de Sant Nicolau a l'hospital episcopal.
El 4 d'agost de 1923 també el territori que seguia sent administrat per l'abadia de Sant Columbà es va unir a la diòcesi i els bisbes de Bobbio va afegir al títol propi el seu títol honorífic d'abat de Sant Colombano.
El bisbe Pietro Zuccarino va ser l'últim bisbe titular de la diòcesi; va ser responsable de la construcció del seminari i la transformació de l'antic seminari diocesà històric, on van ser descoberts recentment alguns codis en pergamí il·luminat del monestir de Sant Colombano abolit en 1803. Quan va morir va ser enterrat a la catedral amb una gran làpida al costat de la sagristia.
Després de la mort de l'últim bisbe Pietro Zuccarino, ocorregut en 1973, va ser nomenat administrador apostòlic de la diòcesi el cardenal Giuseppe Siri, qui, el 16 de maig de 1974, es va incorporar com a bisbe auxiliar d'aquesta diòcesi monsenyor Giacomo Barabino, que va romandre fins al 1989 i després va ser traslladat a la diòcesi de Ventimiglia-San Remo. El 30 de setembre de 1986 la diòcesi de Bobbio, compost per 71 parròquies, dividit entre les províncies de Piacenza, Gènova, Pavia i Parma, es va annexar la unió plena amb la de Gènova, en virtut del decret Instantibus votis de la Congregació per als Bisbes; la nova circumscripició eclesiàstica va ser rebatejat arxidiòcesi de Gènova-Bobbio.
No obstant això, des del punt de vista pastoral aquesta unió no tenia molta sort. De fet, 16 de setembre de 1989, amb el decret Pastoralis collocatio de la Congregació per als Bisbes, el territori de l'antiga diòcesi va ser separat de Gènova a Piacenza i agregat per formar la nova diòcesi de Piacenza-Bobbio; juntament amb les parròquies de la Val Sturla, Borzonasca, Caregli i Brizzolara, es van unir al bisbat de Chiavari.
En l'actualitat, amb el que queda del territori de la diòcesi de Bobbio es va formar el vicariat de Bobbio, amb diversos canvis entre rectories territorials; les parròquies de Mezzano Scotti de Bobbio, Cabello i Scabiazza de Coli, Ozzola Cort Brugnatella, Castagnola, Cattaragna amb Salsominore de Ferriere aviat es van unir al vicariat de Bobbio; mentre que les parròquies de Caminada, Trebecco de Nibbiano i Lazzarello Pecorara passar al vicariat de la Val Tidone; i els de Calice, Casalporino, Drusco i Romezzano Bedonia passar al vicariat de la vall de Val di Taro i Sopo.

### Diòcesi de Piacenza
La diòcesi de Piacenza va ser erigida al segle iv. El primer bisbe va ser Sant Víctor: va construir la primera església episcopal dedicada a sant Antoni. Va ser declarat sant pel seu successor, sant Savino, que era amic de sant Ambròs i va participar en diversos concilis lluitant enèrgicament contra l'heretgia d'Arri. Ell va descobrir el cos de sant Antonino, va fundar l'antiga basílica de Sant Pere a Bobbio, juntament amb un missioner, la futura primera seu de la posterior abadia de Sant Columbà, fundada per Sant Columbà en 614.
A mitjan segle v el bisbe Avito va ser també Emperador Romà d'Occident.
Al voltant de 616 Bisbe Catarasino, ja monjo colombanià fundà l'abadia dels SS. Salvatore i S. Gallo a Val Tolla. Donnino, el seu successor, va lluitar contra l'heretgia arriana difosa sota el rei Rotari a Piacenza, on també va ser elegit antibisbe.
Al segle viii el bisbe Desiderio segons la llegenda va ser triat miraculosament. Va ser nomenat canceller de la Mare de Déu per la seva habilitat en l'escriptura de lloança a la Verge. Ell va construir l'església de Sant Joan Baptista, conegut com de Domo, que seria demolida en 1544 per ampliar la Piazza Duomo.
A principi del segle ix el bisbe Podone va erigir l'església de san Pietro in foro, on després va ser enterrat; les seves dues germanes eren les promotores de la construcció de l'església de Santa Maria a Caorso. El seu successor Seufredo II va donar principi a la construcció d'una nova catedral dins les muralles, dedicada a Santa Giustina verge i màrtir, sota d'ell s'erigeix l'església de Santa Brígida d'Irlanda, dedicada a la santa patrona d'Irlanda Santa Brígida, va ser fundada per l'irlandès Sant Donat, bisbe de Fiesole per acollir els pelegrins irlandesos. L'església, juntament amb l'hospital i hospici per als pelegrins, en honor de la Santa Resurrecció, amb diverses pertinences i se li va donar el 20 d'agost de 850 a l'abadia de Sant Columbà de Bobbio. va confirmar la donació amb un inventari dels béns a Piacenza de Bobbio, enriquit d'altres béns, havers i recursos en l'any 862 per l'emperador Lluís II.
A la nova Catedral es va traslladar l'any 887 el bisbe Pau I amb un capítol de trenta canonges, deixant catorze a San Antonino; durant el seu episcopat, al 874, es va fundar el monestir de Sant Sixt.
El bisbe Everardo en 903 va fundar el monestir i l'església de San Savino, on transporta des de Le Mose el cos de Sant Savino.
Una disputa oposà el bisbe Guido i al monestir de Bobbio, quan el bisbe de la diòcesi va voler annexar alguns territoris Bobbio. Els monjos columbanians, per defensar els seus drets, va anar a Pavia, pel rei Ugo, solemnement portant el cos de sant Columbà, a través de les valls de Luretta i de Tidone; obtenint satisfacció i reportar el cos del sant a Bobbio.
El bisbe benedictí Sigifredo reconstruí San Savino i també Sant'Antonino que consagrà en 1014 i va fundar la Congregació de les Parròquies urbanes. Va ser bisbe Dionisio qui va fundar el monestir i l'hospital del Sant Sepulcre. Va ser excomunicat en 1061 per participar en l'elecció de Cadolao de Parma com antipapa; Més tard va ser absolt i es va mantenir a la càtedra de Piacenza. Sant Bonizzone era oposada i fins i tot colpejat per la gravetat d'un grup de nobles de Piacenza durant una processó; transportat a Cremona en 1089 on va morir a conseqüència de les lesions sofertes. Més tard va ser canonitzat.
El bisbe Aldo en 1097 va participar en la Primera Croada; sovint seguit el Papa a França i va ser un pròxim col·laborador de quatre papes. Va consagrar l'església de San Savino i Santa Eufemia i va començar la construcció de la catedral. El seu successor va ser l'abat Ardaino, que va contribuir a la fundació de l'abadia de Clairvaux de la Colomba; va introduir a Piacenza als templers i va erigir el monestir Quartizzola.
El bisbe Grimerio en 1204 per l'assetjament dels cònsols i el poble de Piacenza reparà amb el seu clergat primer a Cremona i després a Castell'Arquato. En 1206 el Papa Innocenci II planejava suprimir la diòcesi, però la mesura no es va aplicar. En 1208 Grimerio va celebrar a Piacenza un sínode.
Vicedomino Alberico va aconseguir l'absolució de Piacenza de l'excomunió en què va incórrer per haver assetjat al seu predecessor sant Folco Scotti. Es va facilitar la construcció dels monestirs de Santa Clara, de Santa Franca a Pittolo i el dels dominicans a Sant Joan.
En 1580 va cedir una porció de terra per al benefici de la construcció de la diòcesi de Crema.
A la segona meitat del segle xiii, l'església de Piacenza va haver de patir per la política anticlerical de l'infant Felip I de Parma i el seu ministre Guillaume du Tillot, que va imposar fortes restriccions en la capacitat de l'Església per adquirir i posseir béns arrels i heretar. Fins i tot el clergat va ser exclòs de l'herència de les seves famílies. Els bisbes se’ls va prohibir ocupar laics, i va ser els va ser presa la jurisdicció en hospitals i institucions de beneficència. Amb Ferran de Borbó no es va aturar l'assetjament de clergues i el Papa Climent XIII va posar una breu protesta (Monitorium), que va despertar tals reaccions que aviat gairebé tots els estats d'Europa van prendre una postura en contra del Papa.
Al període napoleònic, l'emperador va nomenar al bisbe de Gant Fallot de Beaumont bisbe de Piacenza en 1807; aquest bisbe va romandre lligat a les posicions gal·licanes que Napoleó requereia a l'Església, perseguint i empresonant aquells que s'oposaven a ella. A canvi dels seus serveis, va rebre de l'emperador l'ascens a l'arquebisbat de Bourges el 14 d'abril de 1813. Els canonges del capítol de Bourges, però, eren ferms en rebutjar un arquebisbe de qui mai havien obtingut una transferència canònicament vàlida. Quan en 1814 Fallot es va fer instal·lar el tron episcopal per celebrar l'endemà de la solemne pontifical Pasqual, els canonges el van ferir. Mentrestant la seu de Piacenza restava abandonada, fins que en 1817 el bisbe finalment va cedir la seu, pretenint, però, una pingüe pensió que s'havia de pagar amb els ingressos de la taula del bisbe.
Al juliol de 1860 el bisbe Antonio Ranza i deu canonges van ser condemnats pel tribunal de catorze mesos de presó per ser antipatriotes. Va ser una condemna política, perquè el bisbe s'havia allunyat de la ciutat amb motiu de la visita del rei i no havia celebrat la festa de l'Estatut. Durant el procés van testimoniar contra el bisbe els sacerdots liberals, alguns dels 63 sacerdots (al voltant de 900) que havien signat la petició de Carlo Passaglia al Papa Pius IX, a renunciar al seu poder temporal. Un sacerdot que no havia retractat del seu acord amb el document de Passaglia, el bisbe Ranza va negar els sagraments al seu llit de mort, el que li va costar un nou judici i una nova condemna pel tribunal civil.
Originalment la diòcesi de Piacenza estava subjecta a la província eclesiàstica de l'arxidiòcesi de Milà. Cap al final del segle vii es va convertir en sufragània de l'arxidiòcesi de Ravenna fins al 1155, quan es va fer immediatament subjecta a la Santa Seu. A excepció d'un breu període en el segle xvi, quan era subjecte a la seu metropolitana de Bolonya, i al començament del segle xix, quan va ser vinculat a la metropolitania genovese, Piacenza va romandre lligada a la Santa Seu fins al 8 de desembre de 1976, quan es va convertir en sufragània de l'arxidiòcesi de Mòdena.
A la diòcesi han sorgit moltes congregacions religioses: Brígida Morello al segle xvii va fundar les Germanes Ursulines de Maria Immaculada; Anna Rosa Gattorno va fundar les Filles de Santa Anna; en 1882 Giuseppe Masnini fundar les Germanes Serventes del Santuari; el bisbe Giovanni Battista Scalabrini va fundar els missioners i les missioneres de Sant Carles; Francesco Coca en 1921 va fundar les Germanes de la Divina Providència per a Nens Abandonats.

## Cronologia episcopal

### Bisbes de Bobbio

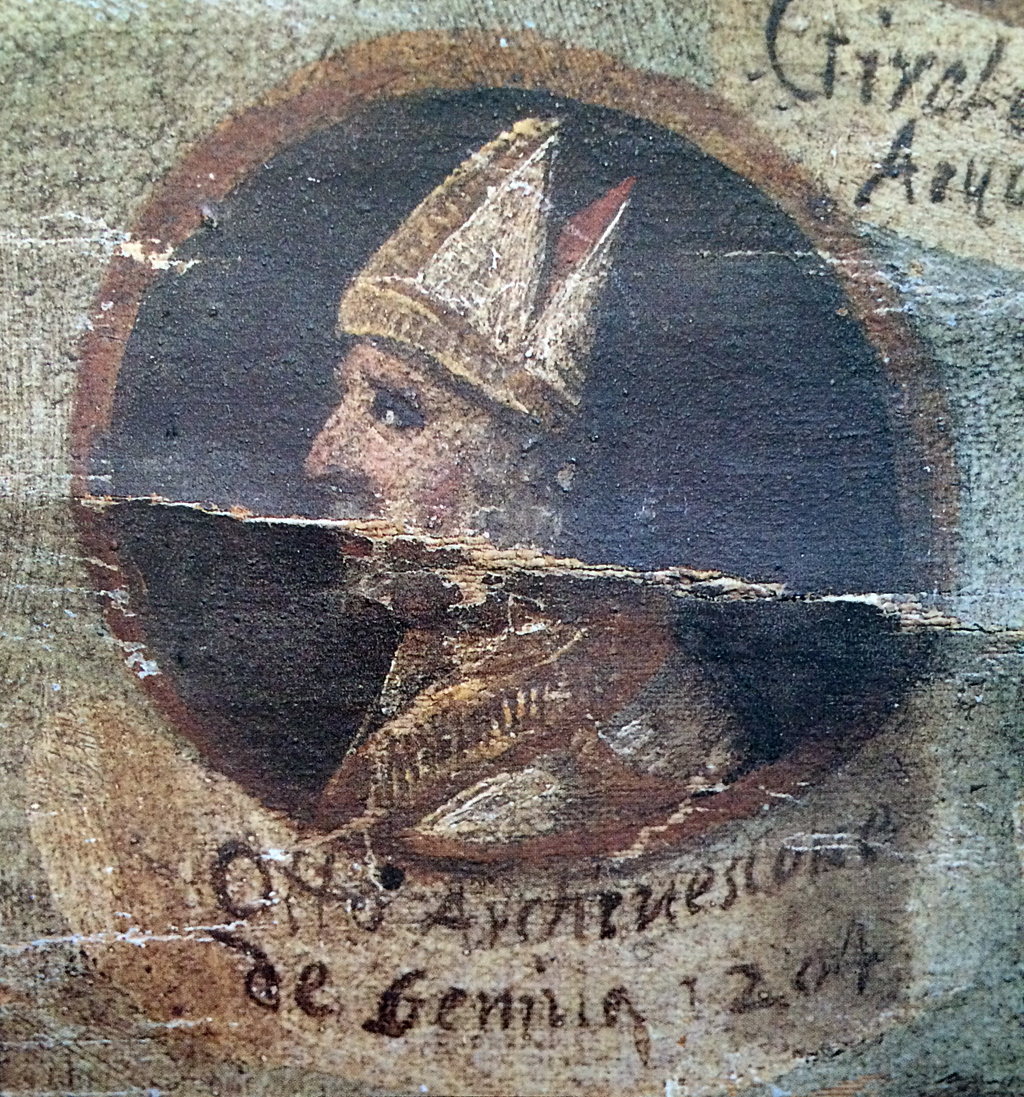
Ottone Ghilini bisbe de Bobbio del 1185 al 1203

- Pietroaldo † (febrer de 1014 - 8 d'abril de 1017 mort)[17]
- Attone (o Atto) † (1017 - 1027 mort)
- Sigefredo (o Sigifredo) † (23 d'octubre de 1027 - 1046 ? mort)
- Luisone (o Luizo) † (inicis d'octubre de 1046 - 1058 ? mort)
- Opizzone (o Opizo) † (inicis d'abril de 1059 - 1068 ? mort)[17]
- Guarnerio † (1068 - ?)[18]
- Ugo † (1085 - 1098 ? mort)[19]
- Alberto I † (1098 - 1118 ? mort)[17]
- Oddone (o Oddo) † (citat el 1118)
- Pallemone (? - 1125)
- Simone Malvicino † (inicis de novembre de 1125 - 1148 mort)
- Oberto Malvicino † (1148 - 1152 mort)[17]
- Oglerio Malvicino † (8 de juliol de 1153 - vers 1176 mort)
- Gandolfo † (1177 - 20 de gener de 1184 mort)
- Sant'Alberto Avogadro † (1184 - 9 de gener de 1185 nomenat bisbe de Vercelli)
- Ottone Ghilini † (1185 - 18 de novembre de 1203 nomenat arquebisbe de Gènova)
- Oberto Rocca † (1203 - 1233 mort)
- Alberto De Andito † (de juny de 1233 - 1273 renuncià)[20]
- Giovanni Gobbi, C.R.S.A. † (18 de gener de 1274 - 1296 mort)
- Pietro Rubiani, O.P. † (1296 - 1326 mort)
- Giordano Montecucco, O.P. † (24 d'octubre de 1326 - 1339 mort)
- Carlo Calvi † (1339 - 1362 mort)
- Roberto Lanfranchi, O.E.S.A. † (6 d'abril de 1362 - 1396 mort)
- Uberto Torano † (10 de gener de 1396 - 1404 mort)
- Alessio da Seregno, O.F.M. † (26 de setembre de 1405 - 1409 nomenat bisbe de Gap)
- Lancellotto Fontana, O.F.M. † (20 d'agost de 1409 - 1418 mort)
- Daniele Pagani † (21 d'agost de 1419 - 1447 mort)
- Marliano Baccarini (o Marziano Buccarini) † (6 de setembre de 1447 - 1463 mort)
  - Antonio Bernuzio † (1463 - 1463 mort) (bisbe electe)
- Facino Stefano Ghilini, O.P. † (31 d'octubre de 1465 - 1472 mort)
- Giovanni de Mondani † (20 d'abril de 1472 - 15 de setembre de 1482 mort)
- Lucchino Trotti † (7 d'octubre de 1482 - 1494 mort)
- Bernardino Ilcino, O.E.S.A. † (25 de maig de 1495 - 1500 mort)
- Giovanni Battista Bagarotto † (8 d'abril de 1500 - 1519 mort)
  - Agostino Trivulzio † (26 de setembre de 1522 - 27 de maig de 1524 renuncià) (administrador apostòlic)
- Ambrogio Trivulzio † (27 de maig de 1524 - 1546 mort)
- Borso Merli † (15 de novembre de 1546 - 1560 renuncià)
- Sebastiano Donati † (29 de novembre de 1560 - 1561 mort)
- Francesco Abbondio Castiglioni † (9 de gener de 1562 - 14 de novembre de 1568 mort)
- Eugenio Camuzzi † (19 de novembre de 1568 - 8 de maig de 1602 mort)
- Camillo Aulari † (26 d'agost de 1602 - 11 de gener de 1607 mort)
- Marco Antonio Bellini † (12 de febrer de 1607 - 1618 mort)
- Francesco Maria Abbiati † (3 de desembre de 1618 - 5 d'agost de 1650 mort)
- Alessandro Porro, C.R. † (5 de desembre de 1650 - 15 de setembre de 1660 mort)
- Bartolomeo Capra † (8 d'agost de 1661 - de juliol de 1693 mort)
- Carlo Giuseppe Morozzo, O.Cist. † (22 de desembre de 1693 - 27 de gener de 1698 nomenat bisbe de Saluzzo)
- Ambrogio Croce, O.S.B. † (15 de setembre de 1698 - 20 d'abril de 1713 mort)[21]
- Carlo Francesco Gallarino † (17 de gener de 1714 - de setembre de 1716 mort)
- Ildefonso Manara, B. † (7 de desembre de 1716 - 21 de març de 1726 mort)
- Carlo Cornaccioli, O.Carm. † (3 de juny de 1726 - 17 de gener de 1737 mort)
- Giuseppe Ludovico Andujar, O.P. † (6 de maig de 1737 - 11 de març de 1743 nomenat bisbe de Tortona)
- Bernardino Campi † (11 de març de 1743 - març de 1746 mort)
- Gaspare Lancellotto Birago † (14 de juny de 1746 - de novembre de 1765 mort)
- Ludovico Terin Bonesio, O.F.M.Cap. † (27 de gener de 1766 - 28 de juliol de 1780 mort)
  - Antonio Martini † (1780 - 25 de juny de 1781 nomenat arquebisbe de Florència) (bisbe electe)[22]
- Carlo Nicola Maria Fabi, O.E.S.A. † (17 de setembre de 1781 - 1803 mort)
  - Seu suprimida (1803-1817)
- Isaia Volpi, O.F.M.Cap. † (25 de maig de 1818 - 23 de setembre de 1830 mort)
- Giovanni Giuseppe Cavalleri, O.F.M.Cap. † (2 de juliol de 1832 - 8 d'agost de 1836 mort)
- Sant Antonio Maria Gianelli † (12 de febrer de 1838 - 7 de juny de 1846 mort)
- Pietro Giuseppe Vaggi, O.F.M.Cap. † (28 de setembre de 1849 - 22 de novembre de 1869 mort)
  - Sede vacante (1869-1872)
- Enrico Gajo, O.F.M.Cap. † (29 de juliol de 1872 - 31 de gener de 1880 mort)
- Giovanni Battista Porrati † (20 d'agost de 1880 - 24 de febrer de 1902 mort)
- Pasquale Morganti † (9 de juny de 1902 - 14 de novembre de 1904 nomenat arquebisbe de Ravenna)
- Carlo Castelli † (14 de novembre de 1904 - 14 de juliol de 1906 nomenat arquebisbe de Fermo)
- Luigi Maria Marelli † (16 de desembre de 1907 - 15 de desembre de 1914 nomenat bisbe de Bèrgam)
- Pietro Calchi Novati † (21 de desembre de 1914 - 8 de juliol de 1927 nomenat bisbe de Lodi)
- Matteo Pellegrino † (17 de desembre de 1928 - 23 de febrer de 1936 mort)
- Bernardo Bertoglio † (15 de febrer de 1937 - 13 d'octubre de 1953 mort)
- Pietro Zuccarino † (29 de novembre de 1953 - 24 d'agost de 1973 mort)
  - Sede vacante (1973-1986)[23]
  - Seu unida a l'arxidiòcesi de Gènova (1986-1989)

### Bisbes de Piacenza
- San Vittore † (segle iv)
- San Savino † (inicis de 381 - 392/393)
- San Mauro † (primera meitat del segle v)
- San Floriano †[24]
- Majorano † (citat el 451)
- Avito † (456 - ?)
- Placido † (457 ?)
- Silvano (o Silvino) † (483 ?)
- Giovanni I † (503 ?)
- Seufredo † (532 ?)[25]
- Siro † (540 ?)
- Vindemiale † (560 ?)
- Bonifacio † (590?)[26]
- Giovanni II † (595 ?)[27]
- Catarasino, O.S.B. † (segle vii)
- Donnino † (segle vii)
- Floriano II † (segle vii)
- Placenzio † (citat el 679)
- Giovanni III † (al canvi del segle vii al segle viii)
- Oldoardo (o Aldoardo) † (segle viii)
- Tommaso I, O.S.B. † (inicis del 744 - fi de 746)
- Desiderio † (segle viii)
- Giuliano † (citat el 808)
- Podone † (inici de 820 - 19 de juny de 839 mort)
- Seufredo II † (citat el 855)
- Paolo I † (inicis de 874 - de 882)
- Mauro II † (citat el 885)[28]
- Bernardo I † (890 - 893 mort)
- Everardo † (citat el 901)
- Guido I, O.S.B. † (vers 904 - vers 940)
- Bosone † (segle x)
- Sigolfo † (prima del 951 - 988 mort)
- Giovanni IV Filagato, O.S.B. † (988 - 997)
- Sigifredo, O.S.B. † (997 - 14 d'abril de 1031 mort)
- Pietro I † (1031 - vers 1038 mort)
- Aicardo † (1038 - ?)
- Ivo † (inicis d'abril de 1040 - vers 1045 mort)
- Guido II † (1045 - 1049)
- Dionigi † (1049 - 1075 deposat)
- Maurizio † (1076 - ?)
- San Bonizone † (1082 - 14 de juliol de 1089 mort)
- Vindricio † (1091 - octubre de 1095)
- Aldo Gabrielli † (1096 - 1118)
- Ardaino † (1118 - 1147 mort)
- Giovanni V, O.Cist. † (1147 - 1155 renuncià)
- Ugo Pierleoni † (1155 - 1166 mort)
- Tedaldo, C.R.L. † (de juny de 1167 - 25 de maig de 1192 mort)
- Ardizzone, C.R.S.A. † (1 de juliol de 1192 - 3 de juny de 1199 mort)
- Grimerio della Porta, O.Cist. † (11 de juliol de 1199 - 8 d'abril de 1210 mort)
- San Fulco Scotti † (1210 - 1216 nomenat bisbe de Pavia)
- Vicedomino Cossadoca Alberico † (5 d'octubre de 1217 - 14 de febrer de 1235 mort)
- Egidio, O.Cist. † (1235 - 3 de maig de 1243 mort)
- Alberto Pandoni, O.E.S.A. † (14 de març de 1244 - 1257 nomenat bisbe de Ferrara)
- Filippo Fulgoso † (1257 - 1294 mort)
- Alberigo Visconti † (16 d'abril de 1295 - 28 de febrer de 1301 nomenat bisbe de Fermo)
- Rainerio, O.Cist. † (1301 - 1301 mort)
- Uberto degli Avvocati † (3 de juliol de 1301 - 1302 renuncià)[29]
- Ugo Pelosi † (5 de maig de 1302 - 14 de febrer de 1317 mort)
  - Federico Maggi † (vers 1317 - 1323 mort) (bisbe electe)[30]
- Bernardo Cario † (10 de març de 1323 - 1330 ? mort)
- Rogerio Caccia † (7 de desembre de 1338 - 1354 mort)[31]
- Pietro Cocconato † (20 de febrer de 1355 - 1372 mort)
- Francesco Castiglioni, C.R.L. † (1 de desembre de 1372 - 1373 mort)
- Uberto Zagno † (16 de maig de 1373 - ? mort)
- Corrado Giorgi, O.S.B. † (9 de juny de 1376 - ?)
- Andrea Segazeno, O.E.S.A. † (4 de novembre de 1381 - 14 de gener de 1383 nomenat bisbe de Brescia)
- Guglielmo Centueri, O.F.M. † (17 de juny de 1383 - 27 de setembre de 1386 nomenat bisbe de Pavia)
- Pietro Filargo, O.F.M. † (5 d'octubre de 1386 - 23 de gener de 1388 nomenat bisbe de Vicenza, posteriorment elegit antipapa amb el nom d'Alexandre V)
- Pietro Maineri † (24 d'abril de 1388 - 1404 mort)
- Branda Castiglioni † (16 d'agost de 1404 - 1409 renuncià)
- Bartolomeo Caccia, O.P. † (10 de juliol de 1409 - 1410 o 1411)
- Alessio da Seregno, O.F.M. † (27 d'agost de 1411 - 1 de gener de 1447 mort)
- Nicolò Amidano † (15 de gener de 1448 - 19 de març de 1453 nomenat arquebisbe de Milà)
- Giovanni Campesi † (23 de març de 1453 - 12 d'abril de 1475 mort)
- Michele Marliani † (24 d'abril de 1475 - 12 d'octubre de 1475 mort)
- Sagramoro Sagramori † (23 d'octubre de 1475 - 15 de gener de 1476 nomenat bisbe de Parma)
- Fabrizio Marliani † (15 de gener de 1476 - 1508 mort)
- Antonio IV Trivulzio † (31 de juliol de 1508 - 9 de gener de 1509 nomenat bisbe d'Asti)
- Vasino Malabayla † (1 de febrer de 1509 - 26 de setembre de 1519 nomenat bisbe d'Asti)
  - Scaramuccia Trivulzio † (26 de setembre de 1519 - 31 de maig de 1525 renuncià) (administrador apostòlic)
- Catalano Trivulzio † (31 de maig de 1525 - 1559 mort)
- Gianbernardino Scotti † (9 d'agost de 1559 - 1568 renuncià)
- Paolo Burali d'Arezzo, C.R. † (23 de juliol de 1568 - 19 de setembre de 1576 nomenat arquebisbe de Nàpols)
- Tommaso Gigli † (12 de novembre de 1576 - 1578 mort)
- Filippo Sega † (3 d'octubre de 1578 - 29 de maig de 1596 mort)
- Claudio Rangoni † (2 de desembre de 1596 - 13 de setembre de 1619 mort)
- Giovanni Linati † (13 de gener de 1620 - 2 d'abril de 1627 mort)
- Alessandro Scappi † (17 de maig de 1627 - 20 de juny de 1650 mort)
  - Maffiolo † (1650 o 1651 - 29 de juliol de 1651 mort) (bisbe electe)[32]
- Giuseppe Zandemaria † (9 de novembre de 1654 - 6 d'abril de 1681 mort)
  - Sede vacante (1681-1688)
- Giorgio Barni † (17 de maig de 1688 - 31 d'agost de 1731 mort)
- Gherardo Zandemaria † (17 de desembre de 1731 - 5 de novembre de 1746 mort)
- Pietro Cristiani † (10 d'abril de 1747 - 21 d'octubre de 1765 mort)
- Alessandro Pisani † (2 de juny de 1766 - 14 de març de 1783 mort)
- Gregorio Cerati † (18 de juliol de 1783 - 17 de febrer de 1807 mort)
- Etienne-André-François de Paule de Fallot de Béaupré de Beaumont † (3 d'agost de 1807 - 7 d'abril de 1817 renuncià)
- Carlo Scribani Rossi † (28 de juliol de 1817 - 21 d'octubre de 1823 mort)
- Lodovico Loschi † (3 de maig de 1824 - 14 de juny de 1836 mort)
- Luigi Sanvitale † (21 de novembre de 1836 - 25 d'octubre de 1848 mort)
- Antonio Ranza † (2 d'abril de 1849 - 20 de novembre de 1875 mort)
- Beat Giovanni Battista Scalabrini † (28 de gener de 1876 - 1 de juny de 1905 mort)
- Giovanni Maria Pellizzari † (12 de setembre de 1905 - 18 de setembre de 1920 mort)
- Ersilio Menzani † (16 de desembre de 1920 - 30 de juny de 1961 mort)
- Umberto Malchiodi † (30 de juny de 1961 - 3 d'octubre de 1969 jubilat)
- Enrico Manfredini † (4 d'octubre de 1969 - 18 de març de 1983 nomenat arquebisbe de Bolonya)
- Antonio Mazza † (20 d'agost de 1983 - 16 de novembre de 1989 nomenat bisbe de Piacenza-Bobbio)

### Bisbes de Piacenza-Bobbio
- Antonio Mazza † (16 de novembre de 1989 - 1 de desembre de 1994 jubilat)
- Luciano Monari (23 de juny de 1995 - 19 de juliol de 2007 nomenat bisbe de Brescia)
- Gianni Ambrosio, des del 22 de desembre de 2007

## Estadístiques
A la vi de l'any 2013, la diòcesi tenia 321.400 batejats sobre una població de 335.340 persones, equivalent 95,8% del total.
| any                        | població | població | població | sacerdots | sacerdots       | sacerdots       | sacerdots             | diaques | religiosos | religiosos | parroquies |
| -------------------------- | -------- | -------- | -------- | --------- | --------------- | --------------- | --------------------- | ------- | ---------- | ---------- | ---------- |
| any                        | batejats | total    | %        | total     | clergat secular | clergat regular | batejats por sacerdot | diaques | homes      | dones      |            |
| diòcesi de Piacenza        |          |          |          |           |                 |                 |                       |         |            |            |            |
| 1950                       | 348.000  | 350.000  | 99,4     | 675       | 550             | 125             | 515                   |         | 122        | 600        | 365        |
| 1969                       | 301.500  | 304.000  | 99,2     | 596       | 480             | 116             | 505                   |         | 198        | 944        | 332        |
| 1980                       | 292.000  | 294.000  | 99,3     | 491       | 413             | 78              | 594                   |         | 108        | 590        | 380        |
| diòcesi de Bobbio          |          |          |          |           |                 |                 |                       |         |            |            |            |
| 1950                       | 30.000   | 30.000   | 100,0    | 85        | 85              | -               | 352                   |         |            | 35         | 62         |
| 1958                       | 32.000   | 32.000   | 100,0    | 98        | 98              | -               | 326                   |         |            | 31         | 70         |
| 1969                       | 23.890   | 23.890   | 100,0    | 80        | 80              | -               | 298                   |         |            | 27         | 59         |
| 1980                       | 17.300   | 17.800   | 97,2     | 71        | 71              | -               | 243                   |         |            | 27         | 71         |
| diòcesi de Piacenza-Bobbio |          |          |          |           |                 |                 |                       |         |            |            |            |
| 1990                       | 296.000  | 298.000  | 99,3     | 478       | 411             | 67              | 619                   | 19      | 94         | 586        | 428        |
| 1999                       | 287.000  | 289.000  | 99,3     | 397       | 341             | 56              | 722                   | 27      | 74         | 450        | 428        |
| 2000                       | 279.000  | 285.000  | 97,9     | 396       | 342             | 54              | 704                   | 30      | 69         | 448        | 428        |
| 2001                       | 279.000  | 285.000  | 97,9     | 396       | 339             | 57              | 704                   | 31      | 74         | 500        | 428        |
| 2002                       | 290.000  | 295.000  | 98,3     | 386       | 329             | 57              | 751                   | 33      | 69         | 399        | 428        |
| 2003                       | 290.000  | 297.000  | 97,6     | 372       | 318             | 54              | 779                   | 34      | 58         | 399        | 428        |
| 2004                       | 265.000  | 275.000  | 96,4     | 374       | 323             | 51              | 708                   | 34      | 55         | 365        | 428        |
| 2013                       | 321.400  | 335.340  | 95,8     | 287       | 245             | 42              | 1.119                 | 40      | 50         | 360        | 422        |

### Per la seu de Piacenza
- Francesco Lanzoni, Le diocesi d'Italia dalle origini al principio del secolo VII (an. 604), vol. II, Faenza 1927, pp. 813–819 (llatí)
- Giuseppe Cappelletti, Le Chiese d'Italia della loro origine sino ai nostri giorni, vol. XV, Venècia 1859, p. 9-70 (italià)
- Pius Bonifacius Gams, Series episcoporum Ecclesiae Catholicae, Leipzig 1931, pp. 745–747(llatí)
- Konrad Eubel, Hierarchia Catholica Medii Aevi, vol. 1 Arxivat 2019-07-09 a Wayback Machine., p. 401; vol. 2 Arxivat 2018-10-04 a Wayback Machine., p. 216; vol. 3 Arxivat 2019-03-21 a Wayback Machine., p. 275; vol. 4 Arxivat 2018-10-04 a Wayback Machine., p. 281; vol. 5, p. 317; vol. 6, p. 341(llatí)

### Per a la seu de Bobbio
- Thietmaro di Merseburg, Chronicon, Ed. I. M. Lappenberg, MGH, Scriptores, libro III, pp.723–871 (italià)
- Giuseppe Cappelletti, Le Chiese d'Italia della loro origine sino ai nostri giorni, vol. XIII, Venècia 1857, p. 615-663 (italià)
- Pietro Giacinto Pezzi, Antonio Maria Gianelli, Serie cronologica dei vescovi di Bobbio, corredata di notizie relative ai medesimi, Voghera 1838 (italià)
- Fedele Savio, Gli antichi vescovi d'Italia, dalle origini al 1300 descritti per regioni. Il Piemonte, Torino 1898, pp. 158–174 (italià)
- F. Bonnard, v. Bobbio, in Dictionnaire d'histoire et de géographie ecclésiastiques, vol. IX, 1937, coll. 275-284(francès)
- Cesare Bobbi, Storia Ecclesiastica Diocesana di Bobbio - Pievi e Parrocchie della Diocesi - Archivi Storici Bobiensi, Bobbio (italià)
- M. Tosi, I primi documenti dell'Archivio Capitolare di Bobbio (sec. IX-XII), In Archivum Bobiense, I, 1979, 3-41 (italià)
- M. Tosi, Serie cronologica dei vescovi di Bobbio, Bobbio (italià)
- Angiolino Bulla, Le visite pastorali post tridentine nella diocesi di Bobbio (1565-1606), Pontificia Università Gregoriana, Tesi dottorale, Roma 1995, 16-23 (italià)
- A. Piazza, Monastero e vescovado di Bobbio. Dalla fine del X agli inizi del XIII secolo, Spoleto 1997 (italià)
- Bruna Boccaccia, La Cattedrale di Bobbio, Storia, descrizione e serie dei vescovi - Ed. Pontegobbo 1997 (italià)
- Angiolino Bulla, La Diocesi di Bobbio, dalle origini ai giorni nostri, da Le Diocesi di Italia, volume II, pag. 195-196, Ed. S. Paolo, Cinisello B. 2008
- AA.VV. - 1014-2014 La Cattedrale di Bobbio - Nel millenario della città e della diocesi, a cura di Piero Coletto - Edizioni La Trebbia, Bobbio novembre 2013 (italià)
- Decret Instantibus votis, AAS 79 (1987), pp. 718–721(llatí)
- Pius Bonifacius Gams, Series episcoporum Ecclesiae Catholicae, Leipzig 1931, pp. 813–814(llatí)
- Konrad Eubel, Hierarchia Catholica Medii Aevi, vol. 1 Arxivat 2019-07-09 a Wayback Machine., p. 139; vol. 2 Arxivat 2018-10-04 a Wayback Machine., p. 108; vol. 3 Arxivat 2019-03-21 a Wayback Machine., p. 136; vol. 4 Arxivat 2018-10-04 a Wayback Machine., p. 117; vol. 5, p. 122; vol. 6, p. 125(llatí)